# Playa de la Barca
La Playa de La Barca se encuentra en el concejo asturiano de Castrillón y pertenece a la localidad de Bayas. El grado de urbanización y de ocupación son bajos y su entorno es rural. Los accesos, aunque son cortos, menores de un km son peligrosos debido a la alta inclinación de los acantilados que la rodean. El lecho es de cantos rodados y rocas.
Para poder acceder a esta playa hay que localizar los núcleos de población próximos. Estos son «El Cueto» y «La Roza» y a partir de ahí la localidad de «Bayas». Partiendo de esta localidad hay que seguir el camino que se dirige al cementerio. Al llegar a la senda costera hay que seguir de frente, sin desviación, pero a pie, dejando el coche en la zona del cruce indicado. Al poco tiempo de recorrer la senda en dirección este se verá desde la parte superior la cala y la espectacular «isla de la Deva». A la derecha hay un camino muy sinuoso y extremadamente vertical que llega hasta el lecho. No se aconseja hacer esta bajada, y posterior subida.
La senda costera que se ha mencionado va desde Bayas hasta Arnao. La playa no tiene ningún servicio.